# 埃迪维尔 (肯塔基州)
埃迪维尔（英語：Eddyville），是美国肯塔基州的一座城市。建立于1798年，面积约为20.2平方公里（7.8平方英里）。根据2010年美国人口普查，该市的人口为2,554人。